# Sympycnus nodatus
Sympycnus nodatus är en tvåvingeart som beskrevs av Friedrich Hermann Loew 1862. Sympycnus nodatus ingår i släktet Sympycnus och familjen styltflugor. Inga underarter finns listade i Catalogue of Life.